# Dole, Idrija
Dole este o localitate din comuna Idrija, Slovenia, cu o populație de 131 de locuitori.